# 戈登冰原島峰
72°53′S 63°48′W / 72.883°S 63.800°W
戈登冰原島峰（英語：Gordon Nunataks），是南極洲的冰原島峰，位於帕爾默地，處於莫斯比冰川南岸，美國地質調查局根據該國海軍的空中照片繪入地圖，現時由南極條約體系管理。